# Обернена імплікація
Обернена імплікація — це обернення імплікації. Тобто: що для будь-яких двох висловлювань P і Q, якщо Q означає P, то Р зворотна імплікація Q.
Це може здійснюватися в таких формах:
p⊂q, Bpq, або p←q

## Визначення

### Таблиця істинності
Таблиця істинності для A⊂B
| {\displaystyle A} | {\displaystyle B} | {\displaystyle A\leftarrow B} |
| ----------------- | ----------------- | ----------------------------- |
| F                 | F                 | T                             |
| F                 | T                 | F                             |
| T                 | F                 | T                             |
| T                 | T                 | T                             |

## Властивості
Збережена істина: Інтерпретація, при якій всім змінним присвоюється значення істинності «істинно» виробляє істинне значення «істина» в результаті зворотної імплікації.

## Символ
⊂

## Природна мова
«Немає q без p.»
«p якщо q.»

## Булева алгебра
Формула оберненої імплікації в булевій алгебрі — (А + ~В)
(A+B̅)